# عالم كادبوري
عالم كادبوري (بالإنجليزية: Cadbury World)‏ نقطة جذب للزوار في بورنفيل، برمنغهام، إنجلترا. فهي تضم بجولة معرضية ذاتية التوجيه، تم إنشاؤها وإدارتها بواسطة شركة كادبوري للشوكولاتة.
أغلق الموقع الثانٍ في دنيدن، نيوزيلندا، في مايو 2018.

## برمنجهام
فتح عالم كادبوري في 14 أغسطس عام 1990 بواسطة مورجان أنديرسون على موقع تصنيع كادبوري (Bournville)، ووسع وتنمية محتواها عبر التحسين المستمر.
أصبح عالم كادبوري واحد من أكبر مناطق الترفيه في برمنجهام، تستقبل فوق ال 500,000 زائر في كل سنة، خاصة الأطفال وتقدم برنامج تعليمي محترم (يرتبط مباشرة بالتقدم التعليمي ومصالح الاباء المؤسسين الأصليين للشركة).
في حين أنها ليست جولة بالمصنع بل يوفر عالم كادبوري لزائريه الفرصة لمعرفة واكتشاف تاريخ الشوكولاتة، لمعرفة أصل وحكاية مشروع كادبوري، والتي تعد جزء من شركة مونديليز، ثاني أكبر مصنع للحلويات في العالم.